# Garganta de Gualtamino
Garganta de Gualtamino är ett vattendrag i Spanien.   Det ligger i provinsen Provincia de Cáceres och regionen Extremadura, i den centrala delen av landet, 150 km väster om huvudstaden Madrid.